# Dolmen de la Boire de Champtocé

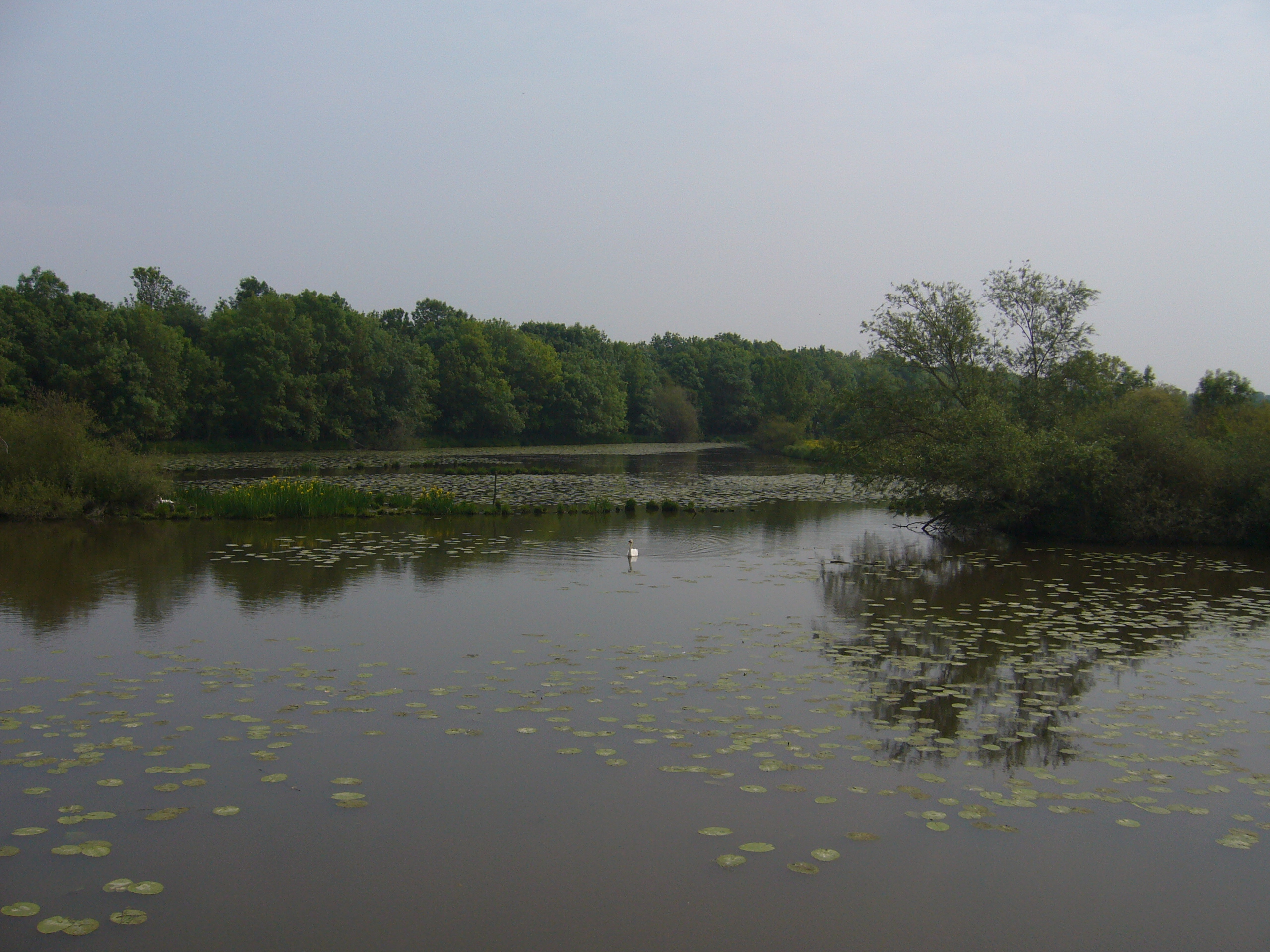
Boire de Champtocé

Der Dolmen de la Boire de Champtocé liegt westlich von Champtocé-sur-Loire im Département Maine-et-Loire in Frankreich.
Dolmen ist in Frankreich der Oberbegriff für Megalithanlagen aller Art (siehe: Französische Nomenklatur) Der Dolmen wurde 1976 dank der Dürre entdeckt, die das Niveau der Loire und ihres etwa 5,0 km langen Nebenarmes Boire de Champtocé erheblich absenkte, in dem der Dolmen in geringer Entfernung vom rechten Ufer liegt.
Michel Gruet konnte trotz der ungünstigen Umstände einen Plan erstellen. Der Dolmen ist etwa 5,0 m lang und 2,0 m breit und ähnelt einem kurzen Dolmen in V-Form. Die Kammer, die sich nach Osten zum Gang hin leicht verengt, wurde von sieben Orthostaten begrenzt, drei im Norden und Süden und eine Kopfplatte im Westen. Sie stehen 0,5 m bis 1,0 m aus dem schlammigen Boden und können um den gleichen Betrag eingesenkt sein. Die Platten bestehen aus Sandstein. Fünf weitere Blöcke befanden sich nördlich und östlich des Dolmens. Dies können Reste einer Hügeleinfassung sein.
In der Nähe liegen der Dolmen du Champ-du-Ruisseau und der Dolmen de la Romme.